# Grumentum
Grumentum fu un'antica città romana della Lucania. Attualmente rimangono gli scavi del parco archeologico, situato in località "Spineta" ai piedi del colle che ospita il paese di Grumento Nova (PZ), a breve distanza dal moderno lago di Pietra del Pertusillo (di origine artificiale).

## Storia
I primi insediamenti abitativi nella zona si possono far risalire al VI secolo a.C., tuttavia la fondazione della città vera e propria risale al III secolo a.C. ad opera dei Romani, nell'ambito della creazione di una serie di avamposti fortificati in posizione strategica realizzati durante le guerre sannitiche: la città sorse infatti quasi contemporaneamente a Venusia (291 a.C.) e a Paestum (273 a.C.).
Da Grumentum passava la via Herculea, tra Venusia e Heraclea, e un'altra strada conduceva alla via Popilia sul versante tirrenico, facendo della città un nodo di comunicazione strategicamente importante.
Durante la seconda guerra punica, vi si svolsero due battaglie tra Romani e Cartaginesi (215 e 207 a.C.). Lo storico Tito Livio narra del primo scontro tra Annone (figlio di Bomilcare) e l'esercito romano condotto da Tiberio Sempronio Longo, e di come nel secondo Annibale si fosse accampato a ridosso delle mura della città e fosse quindi stato sconfitto e costretto alla fuga dai Romani, provenienti da Venosa e guidati da Gaio Claudio Nerone.
Durante la guerra sociale la città si schierò con i Romani e venne distrutta e saccheggiata dagli Italici, attraversando un periodo di crisi e di calo demografico. A partire dalla seconda metà del I secolo a.C. la città venne ricostruita, e una serie di monumenti pubblici vennero edificati in epoca cesariana e augustea. A quest'epoca, o al successivo periodo giulio-claudio risale probabilmente l'attribuzione dello statuto di colonia.
Nel 312 d.C. il giovane martire cristiano Laverio venne decapitato fuori le mura di Grumentum alla confluenza dei fiumi Agri e Sciaura, era il 17 novembre sotto il prefetto Agrippa. Grazie a San Laverio martire Grumentum nel 370 divenne sede episcopale, ma subito dopo iniziò un progressivo abbandono della città e del fondovalle, a causa delle continue incursioni saracene (IX e X secolo). Gli abitanti di Grumentum si sparsero per tutta la Val d'Agri fondando sulle alture circostanti nuovi centri fortificati, che divennero gli attuali paesi della zona: fra questi Saponara, ribattezzata poi Grumento Nova proprio in onore di Grumentum, fondata nel 954 sulla collina sovrastante l'antica città.

### Indagini archeologiche

#### Seicento, Settecento e Ottocento
Le prime indagini storico-archeologiche su Grumentum di cui si hanno notizie sono quelle ad opera di Giovanni Antonio Paglia che, tra il 1563 e il 1564, portò alla luce le prime epigrafi, dando inizio così al dibattito per l’identificazione e la collocazione del sito della colonia romana.
. I primi sterri vengono invece svolti nel Settecento da Carlo Danio, arciprete di Saponara di Grumento (l’attuale Grumento Nova). Importante fu il successivo lavoro di trascrizione delle epigrafi raccolte da Danio nella sua collezione ad opera di Sebastiano Paoli. Nella prima metà dell’Ottocento Andrea Lombardi ha fornito una descrizione dettagliata di ciò che era visibile nel sito di Grumentum, soffermandosi sull’anfiteatro, sulle terme, sull’acquedotto, sulla porta cosiddetta Aquilia. Riferiva che la porta era stata spogliata dei marmi che la decoravano, utilizzati per decorare la Porta di Saponara di Grumento. L’autore ha descritto anche tutti i reperti ritrovati nell’area e ancora presenti nel giardino che era stato di Carlo Danio, fornendone un elenco assai lungo e dettagliato, lamentando la dispersione della collezione. Theodor Mommsen nel 1846 giunse a Saponara di Grumento per raccogliere le testimonianze epigrafiche grumentine: egli si era recato sul posto per vedere sia le epigrafi contenute nel giardino del Carlo Danio, sia quelle sparse nel territorio. Con la nascita del Regno d’Italia l’area archeologica venne assegnata in gestione al Ministero della Pubblica Istruzione, ma non fu ancora scavata sistematicamente: i ruderi degli edifici venivano ancora rinvenuti occasionalmente. Alla fine dell’Ottocento, Giovanni Patroni riporta numerose notizie sul patrimonio epigrafico grumentino e sulla piccola collezione civica che si stava accumulando nella Biblioteca Comunale. Michele Lacava e più tardi Vittorio Di Cicco proseguirono le indagini sul campo per conto del Museo Provinciale di Potenza

#### Novecento
Agli inizi del secolo l’ispettore Francesco Paolo Caputi pubblicò uno studio sistematico sui ritrovamenti archeologici e sugli studi eruditi relativi a Grumentum dei due secoli precedenti. Nel 1951 Pellegrino Claudio Sestieri avvia una campagna di scavi a partire dal teatro: dopo averne messo in luce una metà, per mancanza di fondi, dovette interrompere l’indagine. In quegli anni era stato anche costruito un piccolo antiquarium per accogliere i reperti rinvenuti a Grumentum. Nel 1961 il Ministero della Pubblica Istruzione dichiara di importante interesse archeologico la zona del teatro, delle terme e dell’anfiteatro. Nel 1964 fu istituita la Soprintendenza alle Antichità della Basilicata; l’indagine fu portata avanti dal primo soprintendente alle antichità della Basilicata, Dinu Adamesteanu, il quale tra il 1964 e il 1968 curò anche il restauro del teatro e pubblicò i risultati degli scavi.

## L'area archeologica

### Età romana

#### Urbanistica
L'impianto urbanistico della città, risalente alla fondazione del III secolo a.C. è di forma allungata, in dipendenza dalle condizioni orografiche della collina, e si articola su tre vie principali parallele, intersecate ad angolo retto da vie secondarie. La città era circondata da mura con sei porte, su un perimetro di circa 3 km e occupava una area di circa 25 ettari, di cui solo un decimo è stato riportato in luce.

#### Architettura pubblica
- Teatro

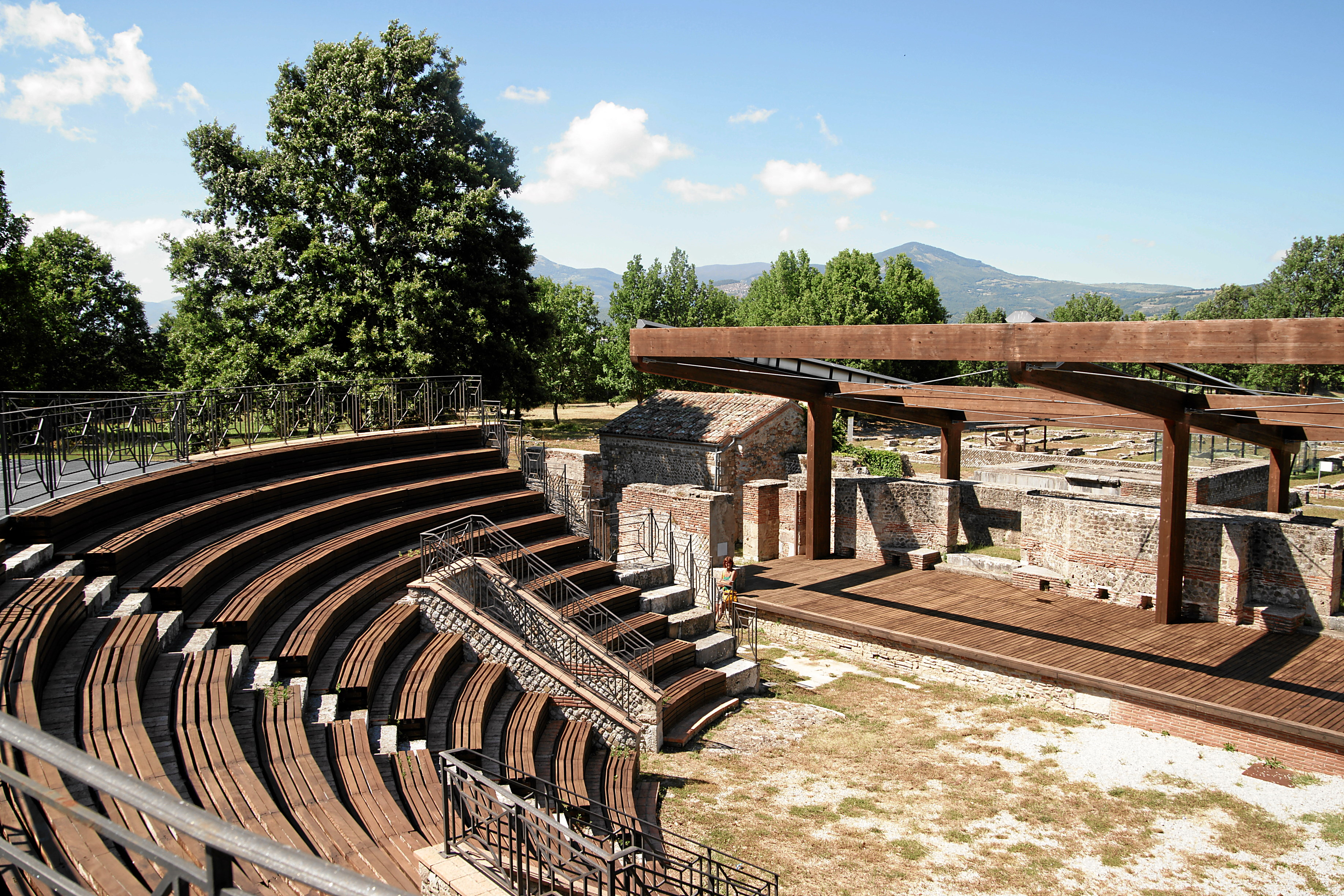
Il Teatro di Grumentum

Teatro di epoca augustea, vicino al quale si trovano i resti di due piccoli templi di epoca imperiale e quelli di una ricca domus, denominata "Casa dei mosaici" per la presenza di pavimenti a mosaico del IV secolo in alcuni ambienti;
- Foro

Foro chiuso da portici e con resti di due templi sui lati sud e nord, identificati ipoteticamente con il capitolium (principale tempio cittadino) e con un Cesareum (tempio dedicato al culto imperiale). Sul lato ovest si trovano i resti di una basilica e forse di una curia (luogo di riunione del consiglio cittadino).
- Terme repubblicane

Nei pressi del foro, lungo il decumano orientale, si trovano anche i resti di un edificio termale di età repubblicana. Un’iscrizione menziona due praetores duoviri, Q. Pettius e C. Maecius che fecero edificare a spese pubbliche le terme.
La struttura termale è in opus reticolatum. Il calidarium è diviso in due ambienti separati da sedili in muratura, entrambi pavimentati a mosaico, bianco e policromo. Quello policromo consiste in una larga cornice decorata a greche che racchiude un’altra cornice costituita da una treccia a due capi su fondo scuro. Essi poggiano su un pavimento con suspensurae. Sono stati rinvenuti anche i resti del forno per il riscaldamento della pavimentazione. Il frigidarium circolare, con sedili ai lati, è stato riutilizzato in età moderna e contemporanea per la costruzione di palmenti per la pigiatura dell’uva e la fermentazione del mosto. Il rifornimento d’acqua era garantito, oltre che dall'acquedotto di età augustea, da una cisterna, anch'essa riutilizzata. Gli stessi locali sono stati destinati ai servizi per i visitatori del Parco.
- Terme imperiali

Costruite in età augustea.
Il mosaico in bianco e nero, decorato con creature marine, tritoni e Scilla e quello limitrofo con motivi geometrici sono stati datati al III-IV secolo a.C.
- Acquedotto

- Anfiteatro

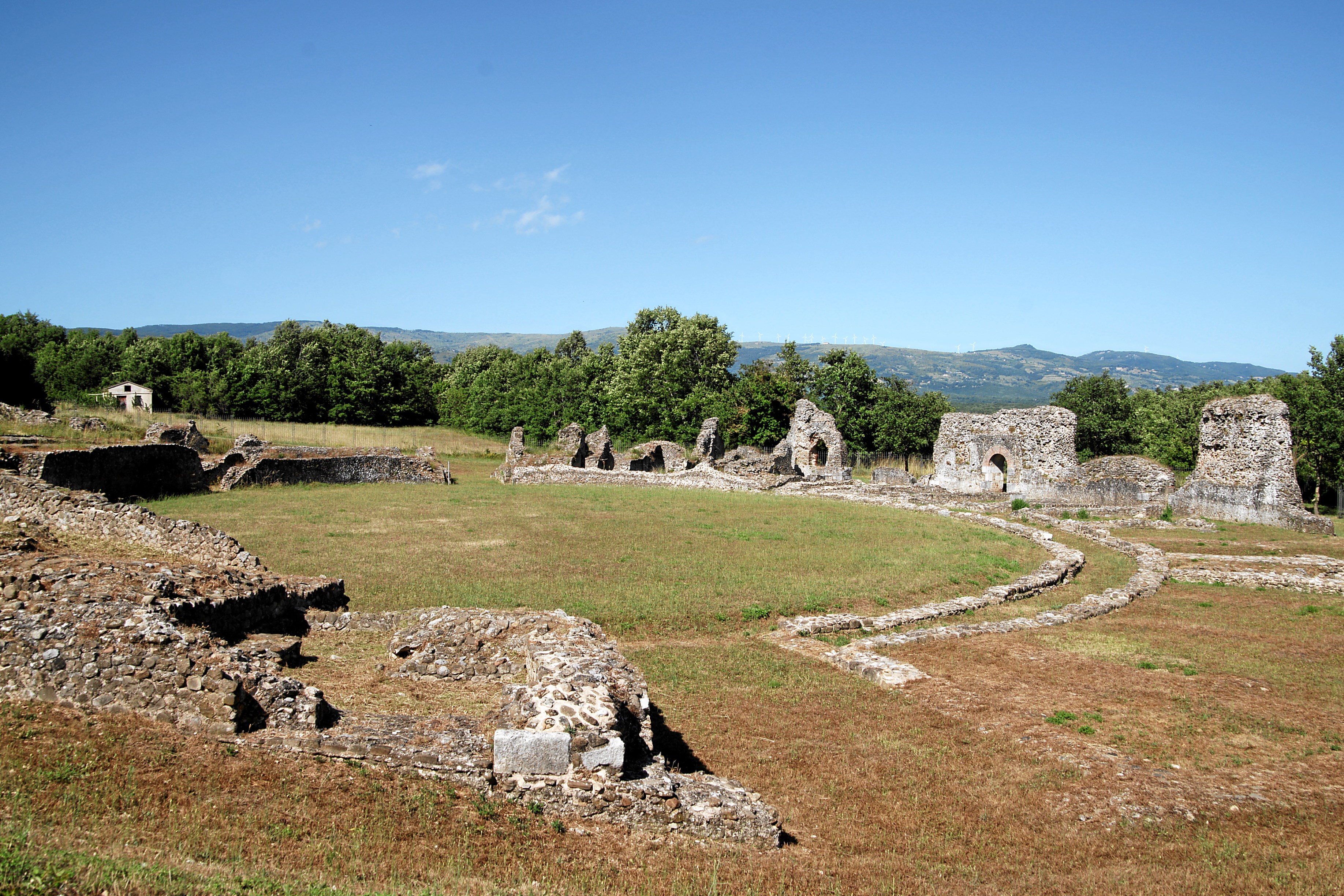
Anfiteatro. Asse maggiore ed ingressi principali

L’anfiteatro anfiteatro viene già menzionato dagli eruditi locali nel Settecento: esso era rimasto visibile e riconoscibile all’interno del tessuto urbano della città romana ormai scomparsa. Le indagini vere e proprie del monumento ebbero inizio nel 1981, dopo che il terremoto del 1980 ne ebbe aggravato i pericoli di crollo.
L’anfiteatro è datato al I secolo a.C.. Esso venne innalzato in una posizione periferica, lungo il limite nord-orientale del perimetro urbano, in prossimità di una via di accesso attraverso la quale gli spettatori provenienti dalla valle potevano affluire senza passare all’interno della città. Gli assi dell’anfiteatro risultano allineati agli assi stradali. Il dislivello tra la terrazza centrale e quella orientale della collina su cui sorgeva Grumentum venne sfruttato per addossarvi la parte occidentale dell’edificio. La parte orientale poggia su una sostruzione interamente artificiale.
La tecnica costruttiva della fase iniziale, ovvero quella repubblicana, è l’opus incertum. Le parti in opus reticulatum regolare sono da ritenersi successive. L’anfiteatro ha due soli ordini di gradini, sostenuti da terrapieni e da un corridoio voltato nella parte occidentale e da sostruzioni artificiali in quella orientale.
L’arena è stata ricavata tagliando e spianando la collina e non presenta ambienti sotterranei. Il corridoio che la circonda si interrompeva solo in corrispondenza degli ingressi principali, dove era sbarrato da cancelli in quanto destinato ad immettere animali attraverso le sei aperture chiuse da griglie di cui si conservano in parte le soglie.

#### Necropoli
Fuori dalle mura si sono rinvenute tombe monumentali.

### Età tardoantica-medioevale
Le fonti letterarie ed epigrafiche di età tardoantica e altomedioevale disponibili per Grumentum sembrano indicare una continuità di vita del centro fino al V secolo d.C.: la Tabula Peutingeriana riporta un collegamento diretto con Taranto; nei pressi è attestata la via Herculia, documentata da un gruppo di miliaria che ne attestano ripetuti interventi di manutenzione almeno fino all'età di Arcadio; la sede vescovile è menzionata nel V e VI secolo dai pontefici Gelasio I, Pelagio I e Gregorio Magno; la necropoli indagata davanti alla chiesetta extraurbana di San Marco è stata datata al VII secolo
; la menzione del territorio di Grumentum dall'Anonimo Ravennate alla fine del VII secolo e da Guidone agli inizi del XII secolo. Nel XII secolo venne inoltre redatta l'agiografia di un martire grumentino, san Laviero. A partire dall'XI secolo si consolidano e si sviluppano insediamenti di altura: Saponara, Marsico Nuovo, Marsico Vetere, Moliterno, etc. Questo nuovo assetto poleografico dell'antico territorio grumentino è ancora attuale, modificato di recente dalla nascita di una rapida viabilità di fondovalle, che ha determinato l'immediato sviluppo di piccoli centri di pianura (Villa d'Agri, Sarconi, etc.). A partire dal XVI-XVII l’area archeologica venne nuovamente occupata per attività vitivinicole con la costruzione di case rurali.

#### Chiesa di Santa Maria Assunta

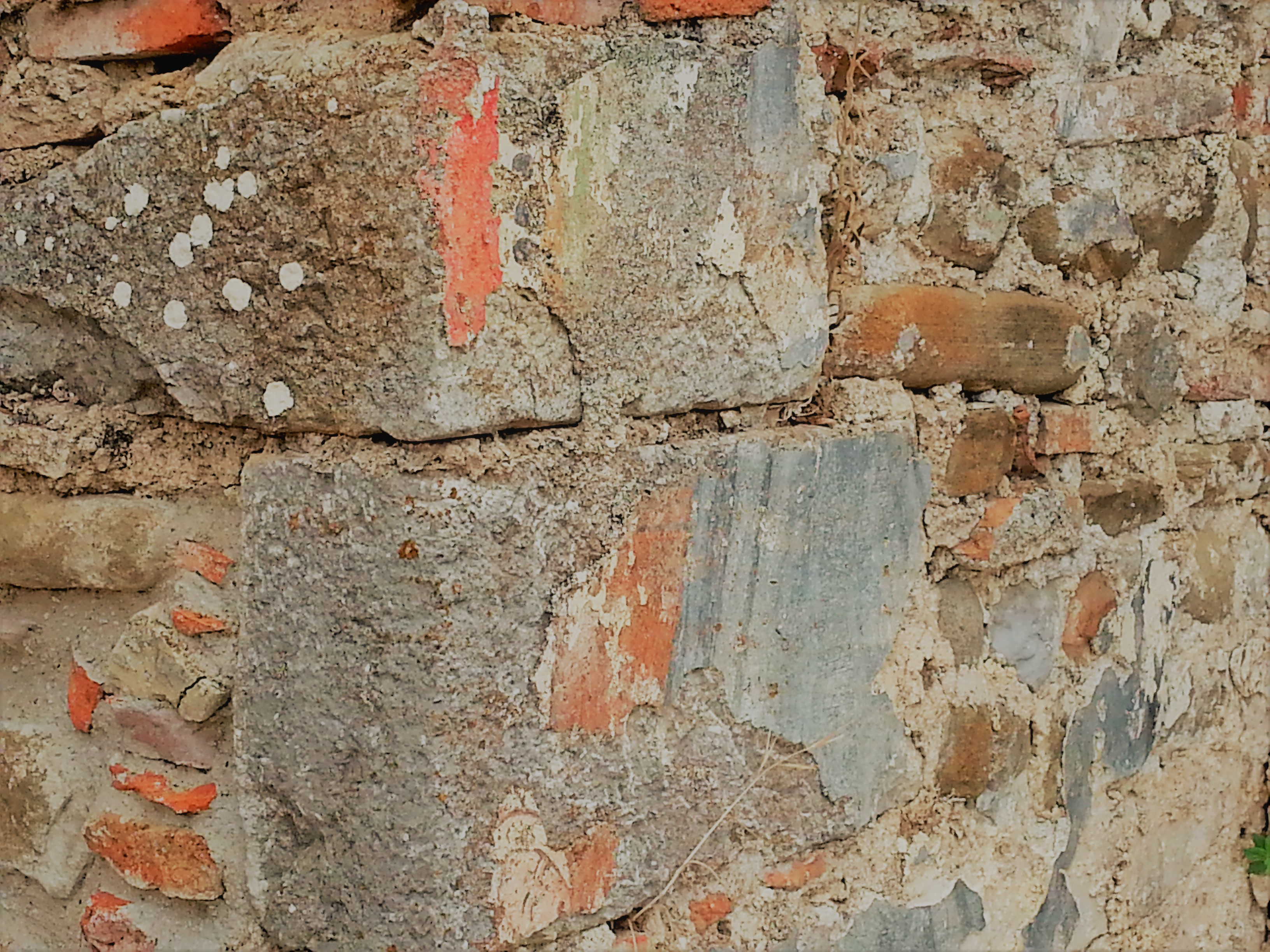
Grumentum, chiesa di Santa Maria Assunta. Resti di affresco nella navata centrale.

La chiesa di Santa Maria Assunta era situata nella parte settentrionale dell’abitato romano, in prossimità dell'anfiteatro e orientata rispetto alla sua viabilità. Sul lato orientale sono state rinvenute nel 1978 alcune sepolture medievali, purtroppo prive di corredo. Non si hanno ancora certezze né sulla data d'impianto, né sulle successive fasi edilizie di questo edificio. Un esiguo frammento di affresco parietale, conservatosi nella navata centrale e raffigurante un volto di santa ai piedi di una Madonna dalle dimensioni sensibilmente maggiori, permette ipotizzare una sua utilizzazione come luogo di culto nel periodo altomedioevale.